# Bageriet

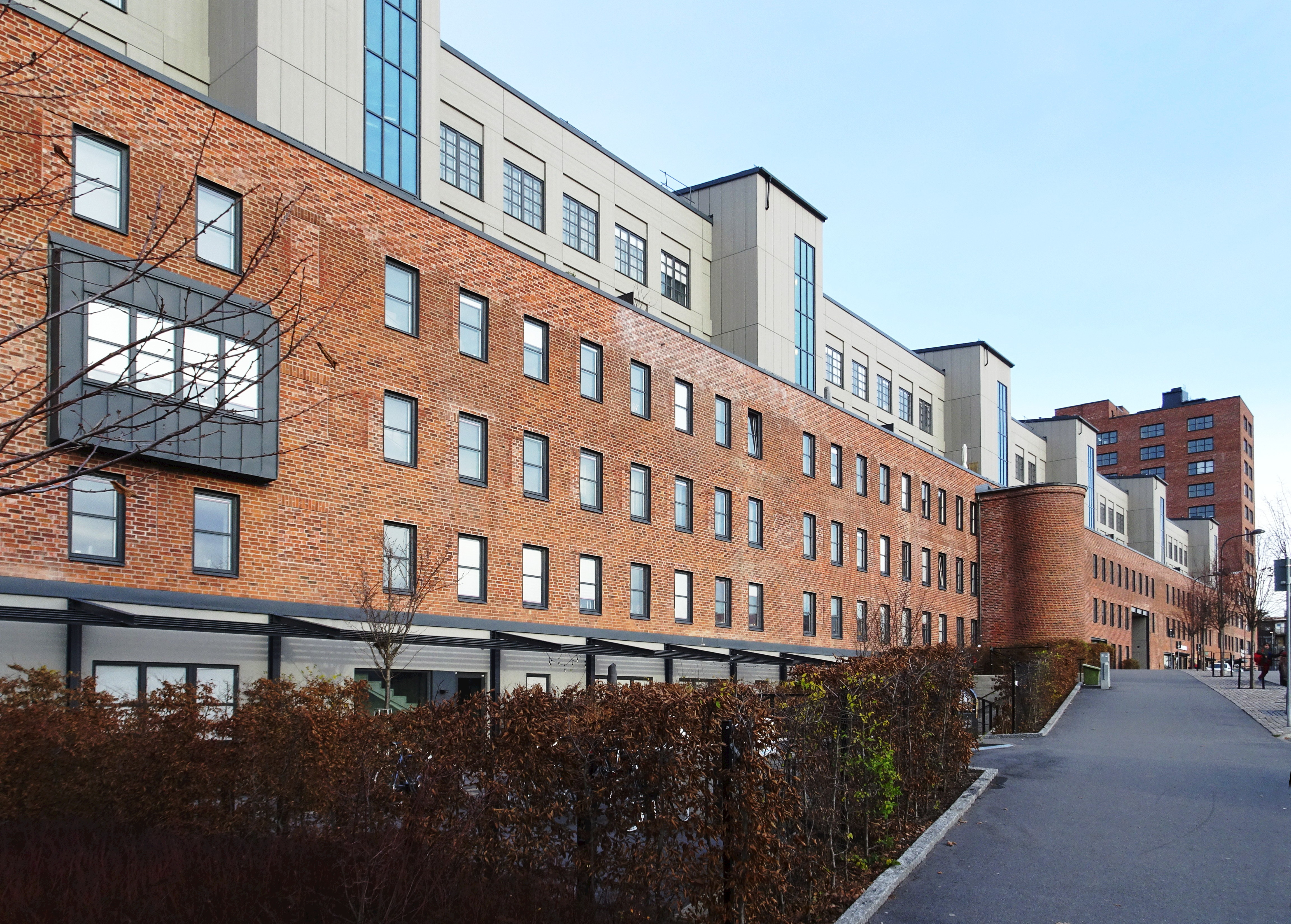
Bageriet efter ombyggnad till bostäder, fasad mot Tre Kronors väg, november 2021.

Bageriet (även Spisbrödsfabriken och Kvarnholmsbageriet) kallas en tidigare industribyggnad vid Tre Kronors väg 31–49 på Kvarnholmen i Nacka kommun. De äldsta ritningarna till Bageriet / Spisbrödsfabriken är signerade 1929 av arkitekt Olof Hult. Idag finns bland annat bostäder och Kvarnholmens centrum i byggnaden.

## Historik

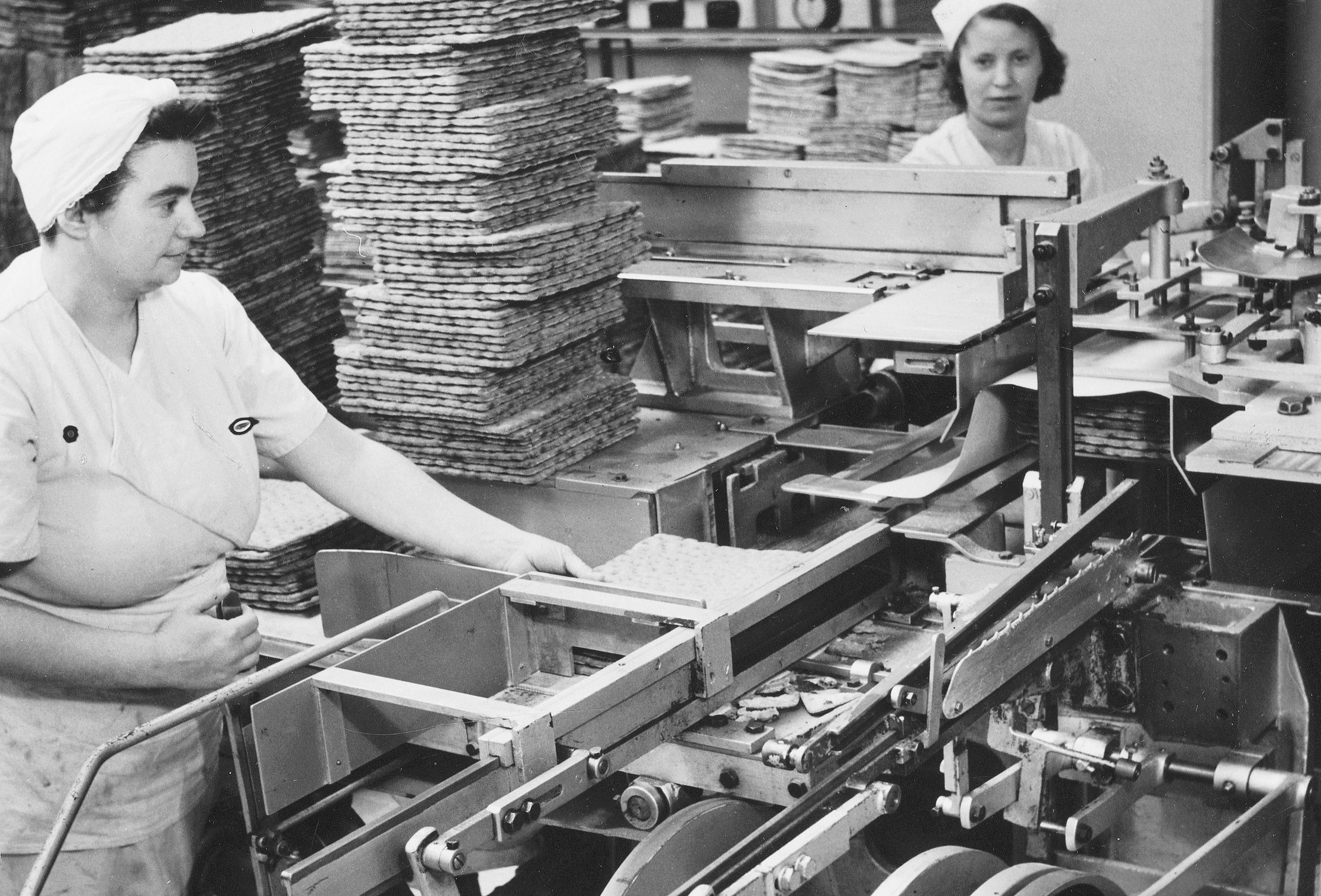
Knäckebröd bakas, 1940-tal.

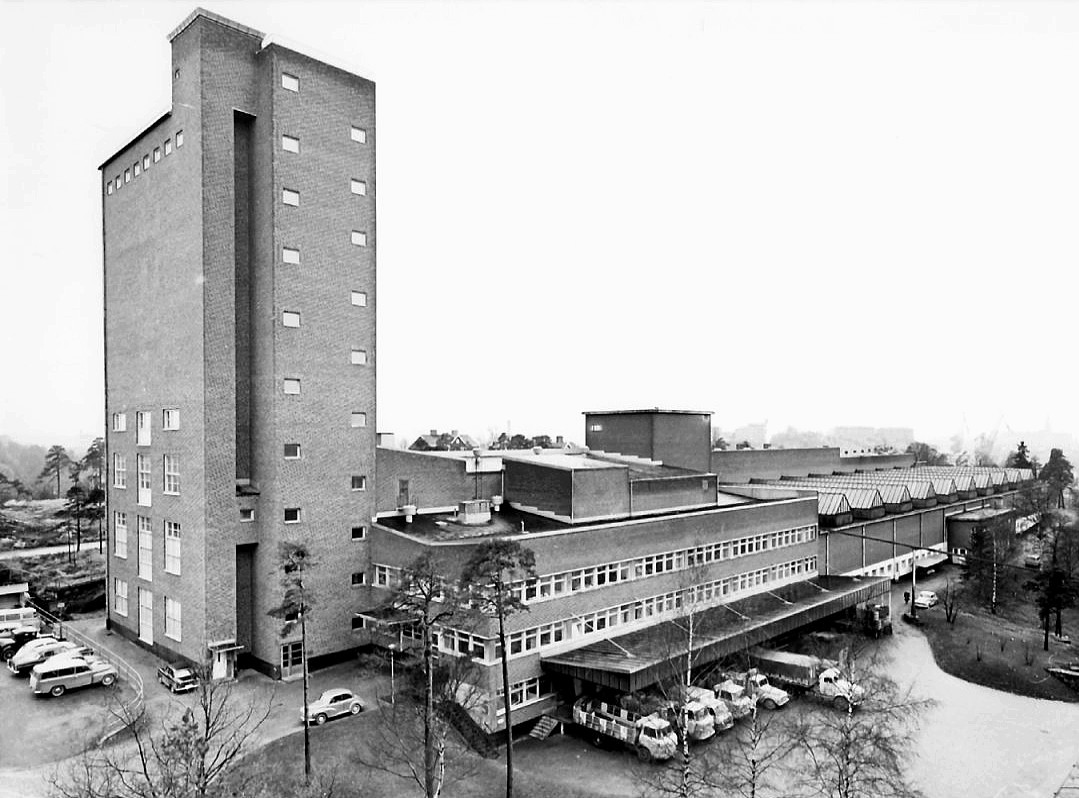
Bageriet på 1960-talet, silon till vänster.

Den långsträckta tegelbyggnaden i rött murtegel uppfördes på Kvarnholmenplatåns högsta punkt och stod färdig 1932. Till en början bakade man enbart spisbröd (knäckebröd), därav namnet Spisbrödsfabriken. 
Bageriet var en av många industri- och lagerbyggnader som arkitekt Hult vid KFAI ritade åt Kooperativa Förbundet (KF). Anläggningen bestod av en 40 meter hög silobyggnad som med sina 78 meter över havet är ett av Kvarnholmens landmärken. I silon förvarades mjöl. I väster fortsatte komplexet med en 140 meter låg bageridel som hade ett karakteristiskt sågtak. Genom en lång rad taklanterniner fick fabriken indirekt belysning. 
Tillverkningsprocessen var rationell, den startade med råvarorna i ena änden av den stora hallen och gick i rak linje till den andra änden där de färdiga knäckebröden packades och skickades iväg. Fabriken, som byggdes ut 1942–1943 samt 1949–1953, kom i början av 1970-talet att byggas om till bageri för bröd. Byggnaden blev så småningom, tillsammans med kvarnbyggnaderna vid kajen, industriområdets enskilt största enhet. KF:s verksamhet upphörde 1992. Därefter hade under en övergångstid bland annat yrkeshögskolan Nackademin lokaler i byggnaden.

## Ny användning

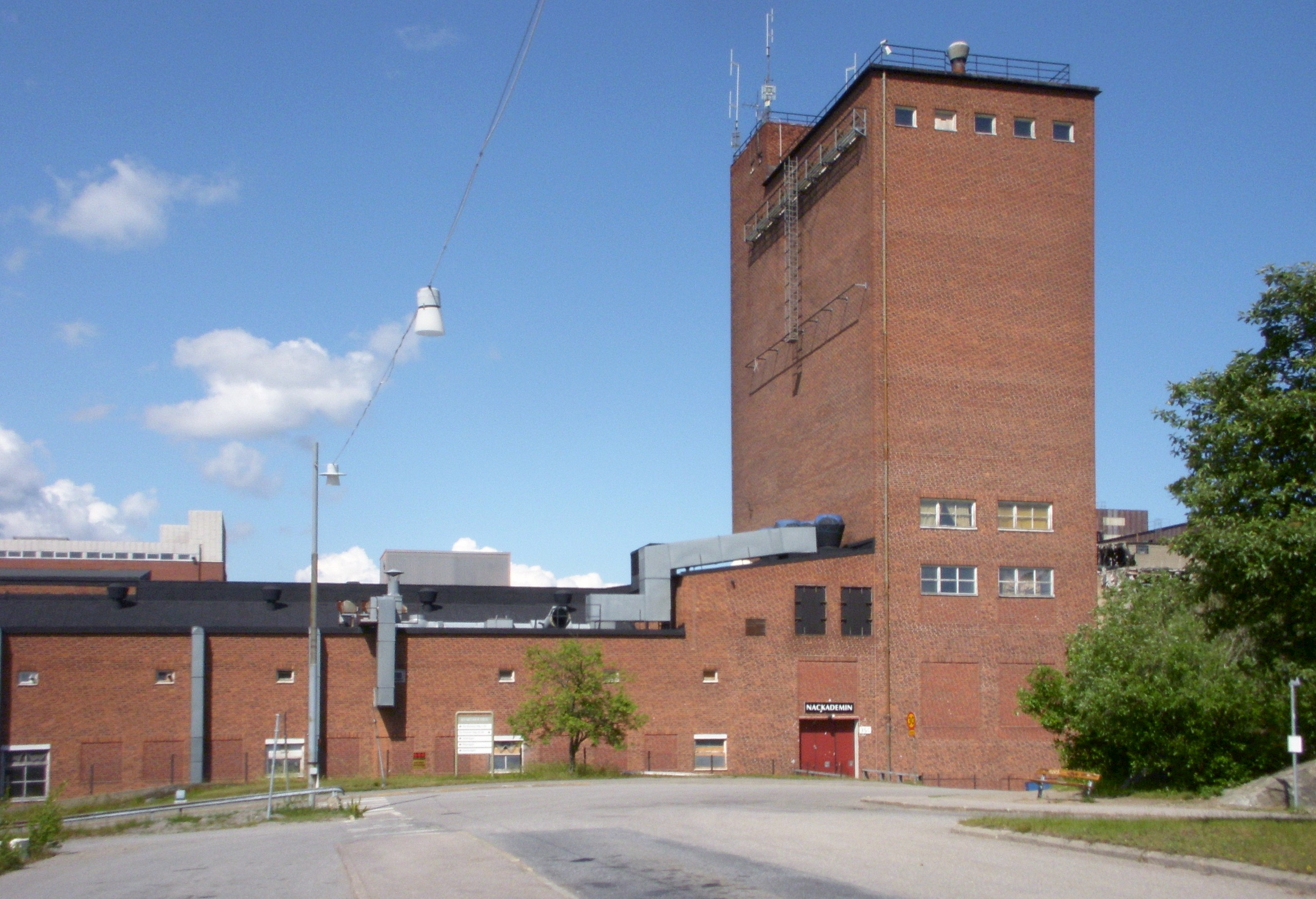
Bageriet i juni 2010, silon till höger.

År 2010 vann en ny detaljplan laga kraft med syfte ”att omvandla en idag sluten och delvis sliten industrimiljö med en stor andel oanvända lokaler till en levande stadsdel med en blandning av verksamheter och bostäder”. Gällande Bageriet blev silobyggnaden och en del av bagerilängan q-märkta i planen, vilket innebär att de inte fick rivas. 
Ett senare tillkommet höglager och ytterligare några kulturhistoriskt ointressanta byggnader fick tas bort och ersättas med nybyggda bostadshus. Bageriets östra del, med sin placering vid det blivande centrala torget, avsattes för Kvarnholmens centrum. Detaljplanen anger även att hela området är en kulturhistoriskt värdefull miljö och åtgärder som kan förvanska den får inte vidtas.
Åren 2016 till 2019 ombyggdes KF:s gamla bageri dels till bostäder, dels till ett nytt närcentrum med kontor, butiker, restauranger och vårdcentral. Uppdragsgivare för bostadsdelen var Oscar Properties och för ritningar stod Berglund Arkitekter. Anläggningen innehåller 127 bostadsrätter som ägs av Brf Bageriet.
Centrumdelen ritades av Wester + Elsner arkitekter med Kvarnholmen Utveckling AB (KUAB) som byggherre. KUAB driver stadsutvecklingen på Kvarnholmen och ägs gemensamt av JM, Peab och Folksam.

### Bilder

Kvarnholmens centrum
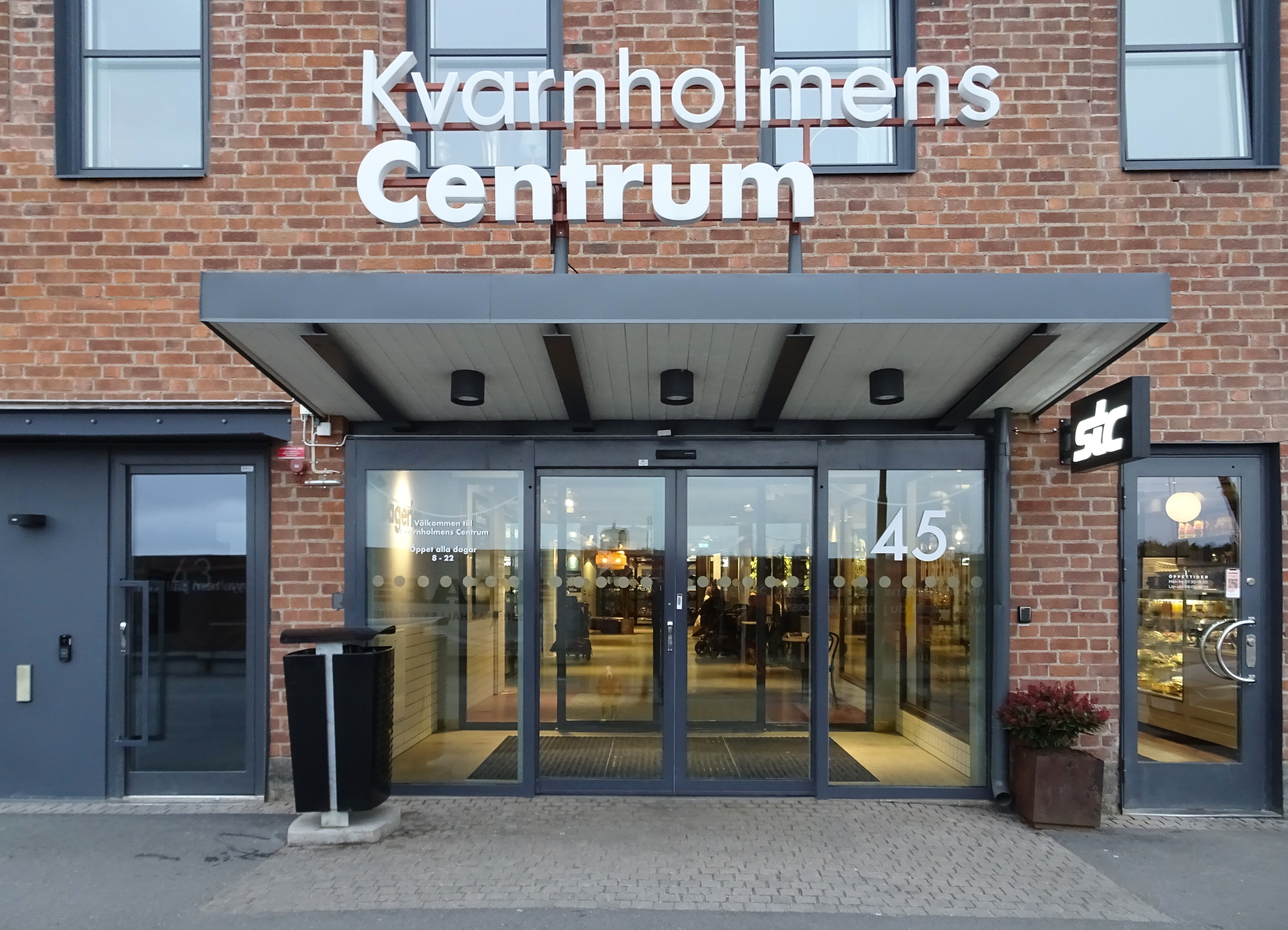
Entré från Tre Kronors väg.
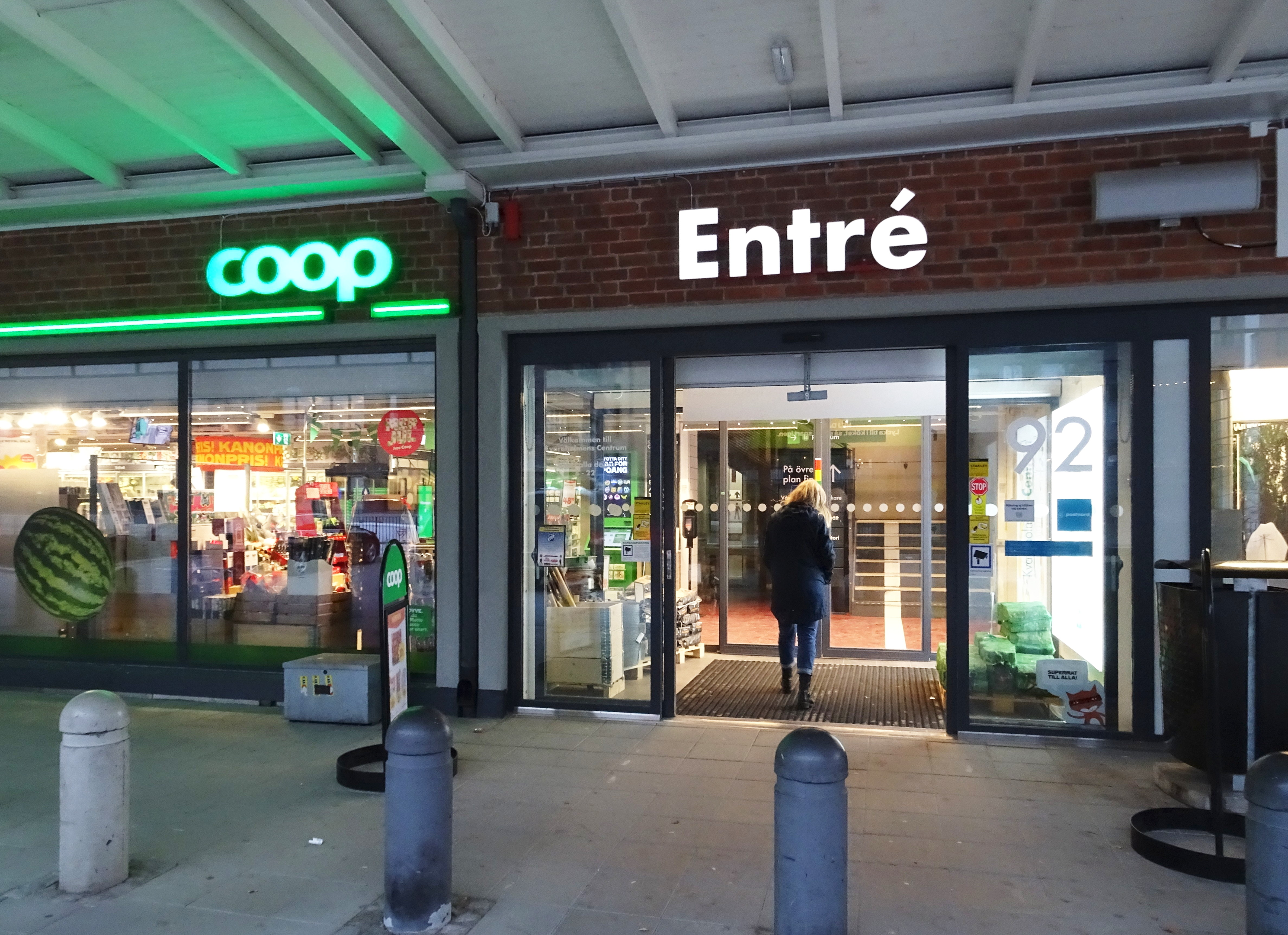
Entré från Kvarnholmsvägen.
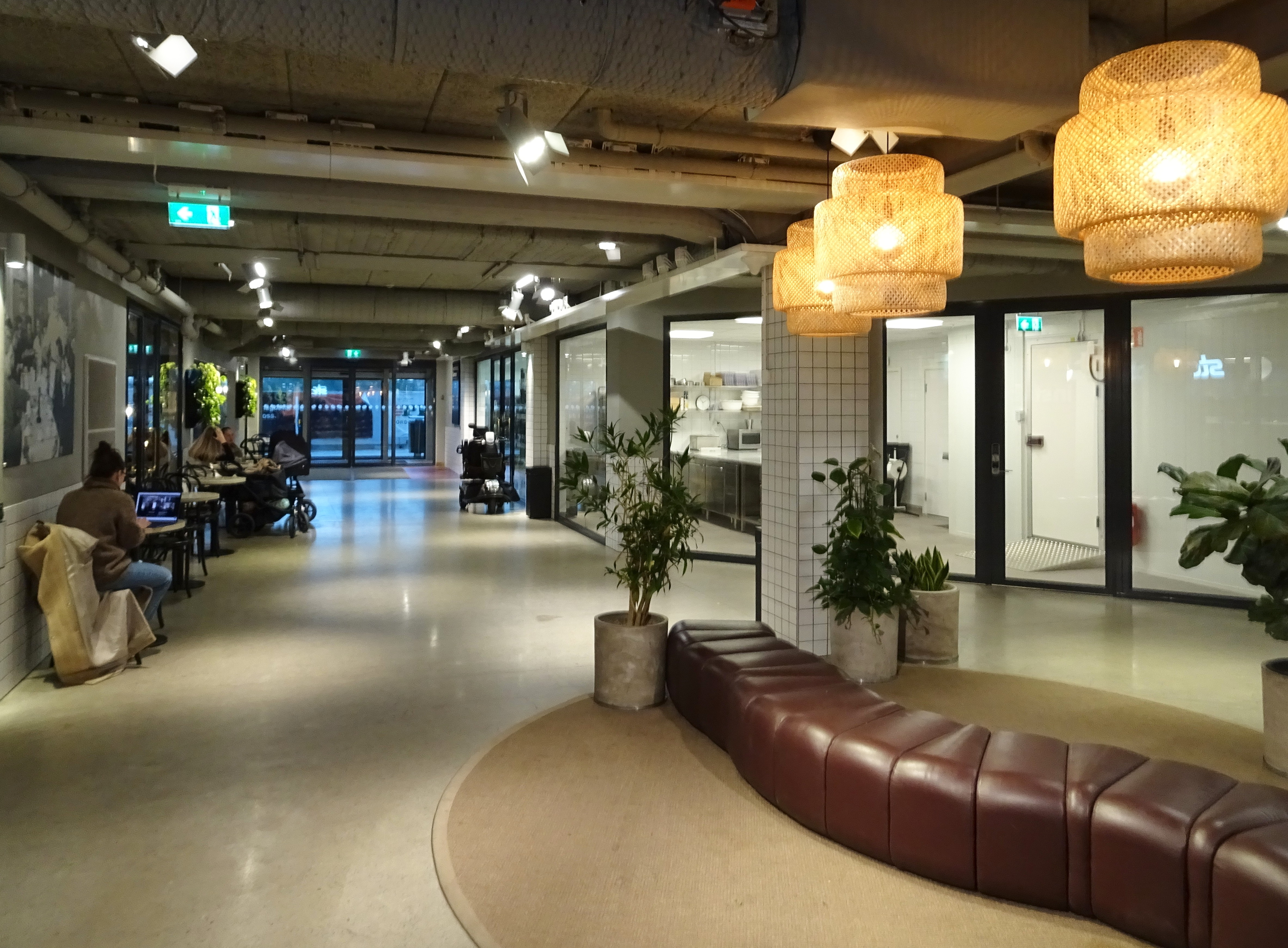
Interiör.
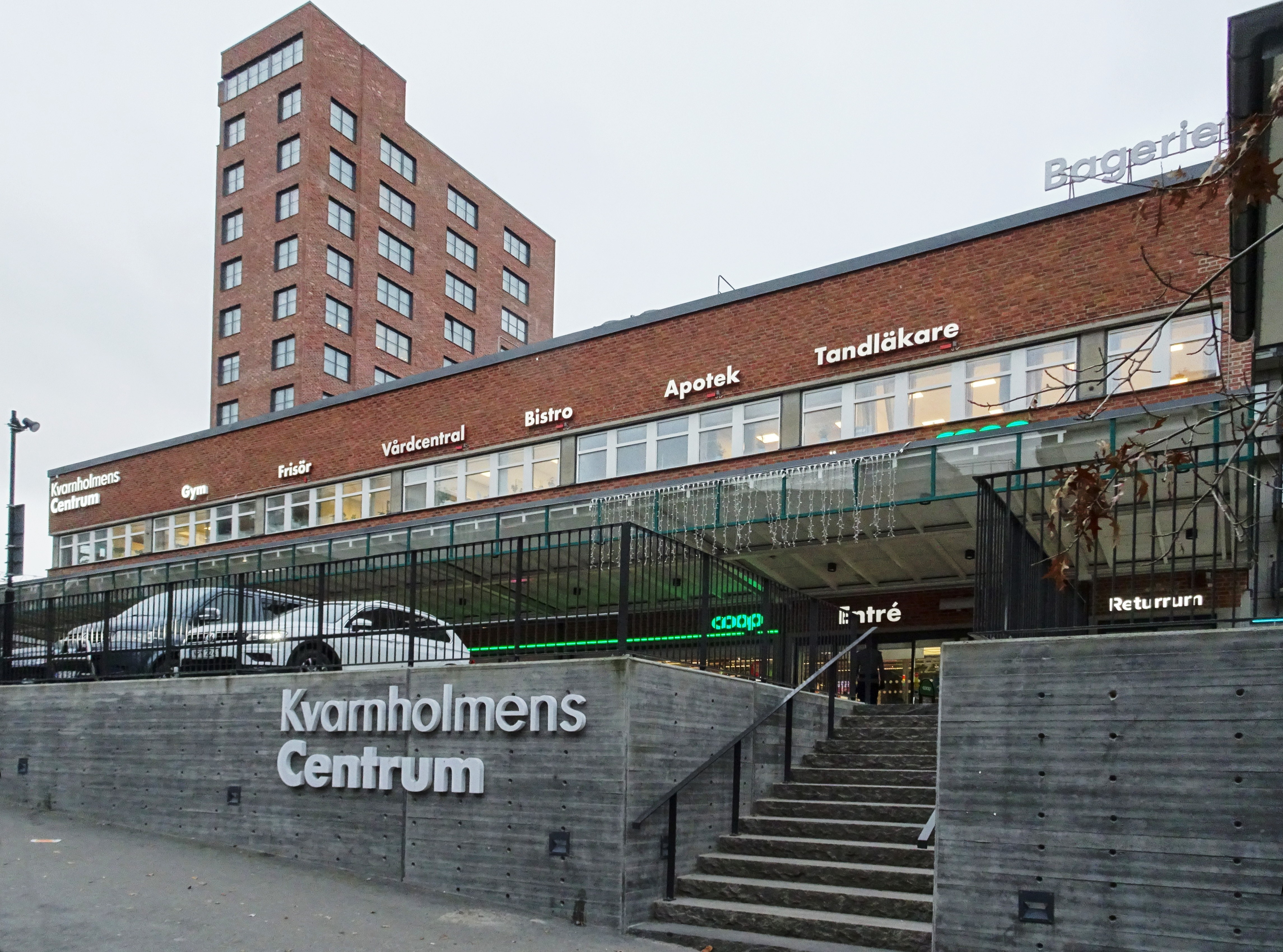
Fasad mot Kvarnholmsvägen.